# Marchwiczna Przełęcz
Marchwiczna Przełęcz (2055 m n.p.m.) – szeroka przełęcz oddzielająca wierzchołek Miedzianego od Opalonego Wierchu, w długiej północno-wschodniej grani Szpiglasowego Wierchu, oddzielającej Dolinę Pięciu Stawów Polskich od Doliny Rybiego Potoku w Tatrach Wysokich.
Poniżej przełęczy nad brzeg Morskiego Oka schodzą trzy żleby. Najbardziej na północ położony jest Marchwiczny Żleb, obok znajduje się schodzący z siodła przełęczy Urwany Żleb, który sąsiaduje z Szerokim Żlebem (poniżej stoków Miedzianego). Marchwicznym Żlebem schodzą w zimie potężne lawiny załamujące lód na Morskim Oku.
Przełęcz należała do terenów pasterskich i była znana pasterzom od dawna. Od strony Morskiego Oka znajduje się tutaj szeroki upłaz, zwany Marchwiczne (górale wymawiali „Marficne”). Niegdyś był on wypasany (tereny Hali Morskie Oko). Porastała go obficie marchwica pospolita (Mutellina purpurea) i od niej to pochodzi nazwa tego upłazu, zaś od nazwy upłazu nazwa przełęczy. Dla turystów przełęcz stanowiła łatwy dostęp od strony Morskiego Oka do wznoszących się nad nią szczytów. Obecnie niedostępna dla turystyki.

## Przypisy

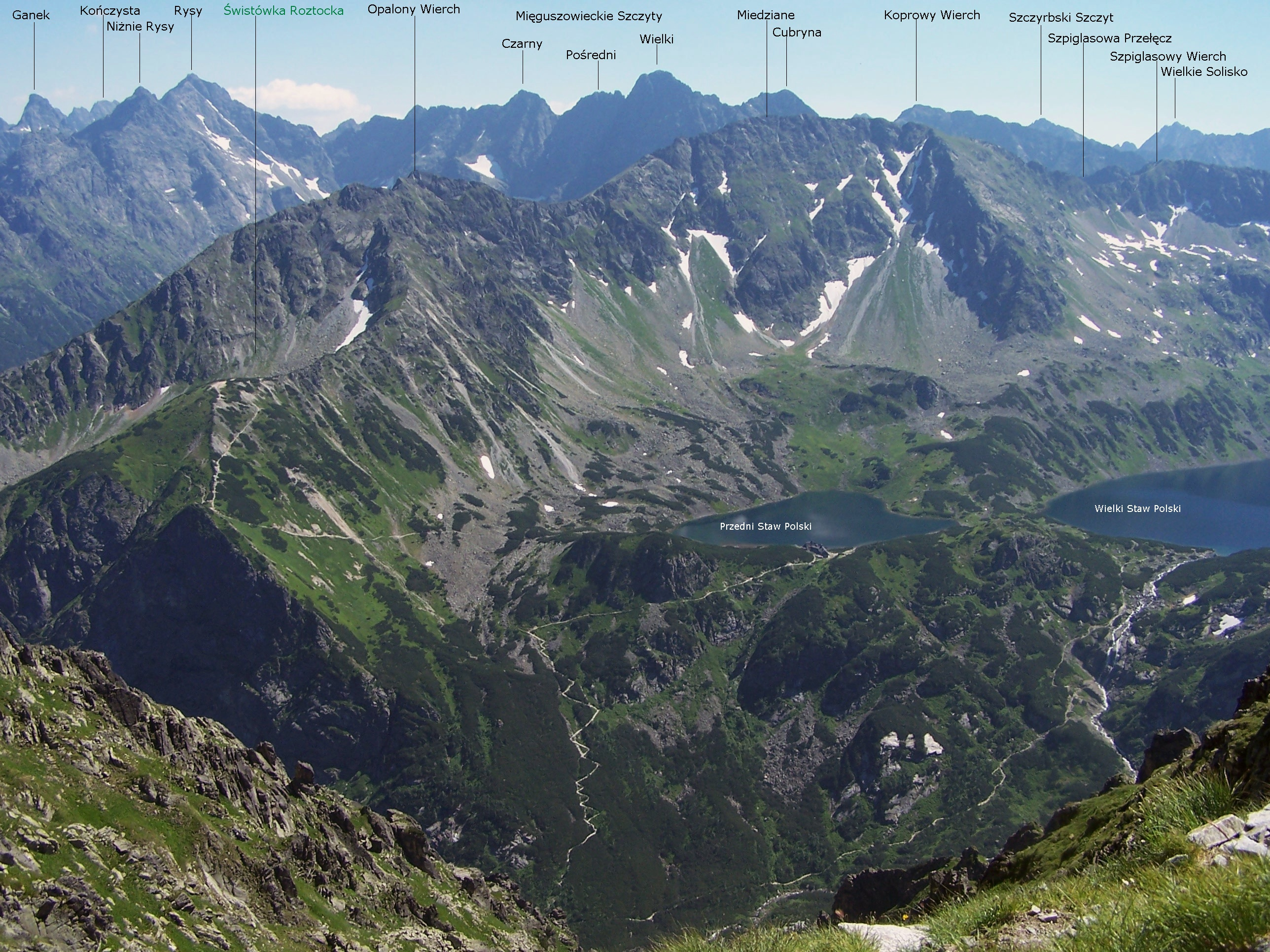
Na prawo od Opalonego Wierchu Marchwiczna Przełęcz